# Proximus Diamond Games 2008

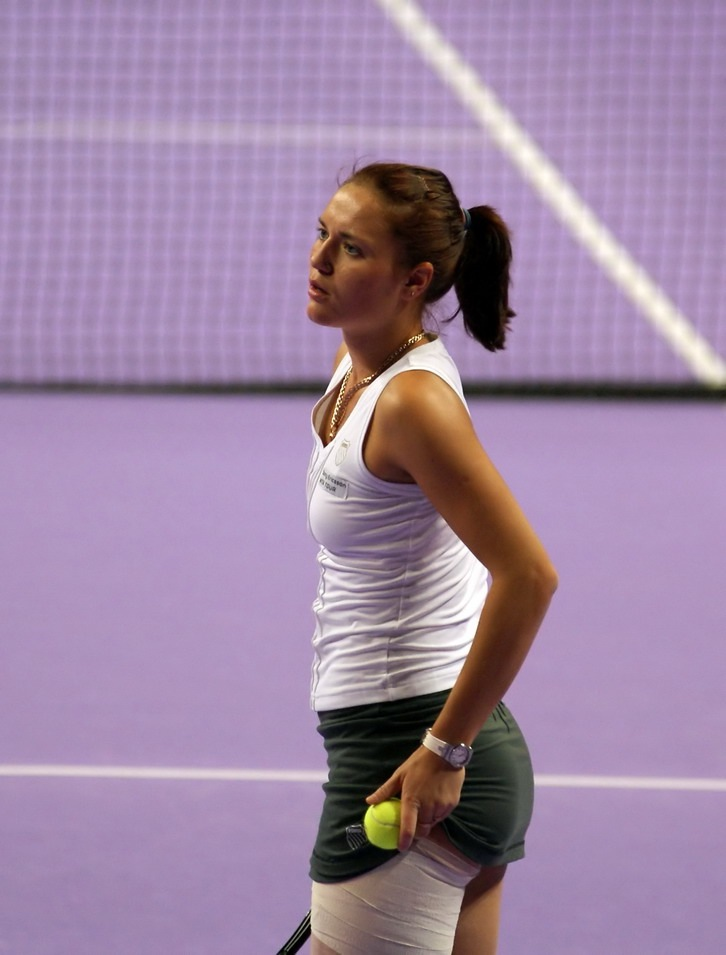
Катерина Бондаренко збирається подавати.

Proximus Diamond Games 2008 - жіночий тенісний турнір, що проходив на кортах з твердим покриттям на арені Sportpaleis в Антверпені (Бельгія). Належав до турнірів 2-ї категорії в рамках Туру WTA 2008. Тривав з 11 до 17 лютого 2008 року. Перша сіяна Жустін Енен здобула титул в одиночному розряді й отримала 95,5 тис. доларів США.

### Одиночний розряд
Жустін Енен —  Карін Кнапп, 6–3, 6–3
- Для Енен це був 2-й титул за сезон і 41-й — за кар'єру.

### Парний розряд
Кара Блек /  Лізель Губер —  Квета Пешке /  Ай Суґіяма 6–1, 6–3